# 毓森
不入八分輔國公毓森（1860年3月8日—20世纪？），不入八分輔國公溥泉第一子，母妾李氏，其父為李文煥，恆親王系第十二代。
他在咸豐十年二月（1860年）出生，同治四年四月（1865年）接替父親成為恆親王第十二代。
1912年，溥仪退位。依照《清室優待條件》，清朝宗室仍可袭封。由於史籍缺漏，因此他去世的日期未詳。後來应由次子恆溎承襲恆親王系第十三代，不過不再遞降，仍舊是不入八分輔國公。